# Roger Awan-Scully
Roger Awan-Scully ist ein britischer Politikwissenschaftler, der an der walisischen Cardiff University forscht und lehrt. Er war in den Jahren 2020– 23 Vorsitzender der Political Studies Association (PSA).
Awan-Schully studierte an der Lancaster University und der University of Durham und wurde an der US-amerikanischen Ohio State University zum Ph.D. promoviert. Danach war er von 1997 bis 1999 Dozent für Europäische Politik an der Londoner Brunel University, wechselte 2000 an die Aberystwyth University, wo er 2007 zum Professor befördert wurde. 2012 ging er nach Cardiff.
In seiner Forschung konzentriert er sich auf das Verhältnis der Europäischen Union zu Großbritannien.

## Schriften (Auswahl)
- The end of British party politics? Biteback Publishing Ltd., London 2018, ISBN 9781785903151.
- Herausgegeben mit Richard Wyn Jones: Europe, regions and European regionalism. Palgrave Macmillan, New York 2010, ISBN 9780230231788.
- Mit David M. Farrell: Representing Europe's citizens? Electoral institutions and the failure of parliamentary representation. Oxford University Press, Oxford/New York 2007, ISBN 9780199285020.
- Becoming Europeans? Attitudes, behaviour, and socialization in the European Parliament. Oxford University Press, Oxford/New York 2005, ISBN 0199284326.
- Herausgegeben mit Rinus van Schendelen: The unseen hand. Unelected EU legislators. F. Cass, Portland/London 2003, ISBN 0714655643.